# Ruisseau de l'Archevêque
Le ruisseau de l'Archevêque est un ancien petit cours d'eau serpentant dans la varenne de Tours avec une direction générale de l'est vers l'ouest.
Au XXIe siècle plus aucune section n'apparaît à l'air libre ; busé et intégré au réseau de collecte des eaux pluviales de la ville et il est, selon les secteurs, soit comblé, soit neutralisé, soit encore en fonctionnement comme collecteur.

## Parcours

Cours du ruisseau à la fin du XIXe siècle.

La varenne de Tours, plaine alluviale s'étendant entre la Loire au nord et le Cher au sud à l'approche de leur confluent, est parcourue de légères dépressions orientées est-ouest. Le ruisseau de l'Archevêque a établi son lit dans l'une d'entre elles, caractérisée par une épaisseur de la strate alluvionnaire de comblement de la dépression plus importante qu'alentour ; il ne semble pas s'agir d'un bras de la Loire ou du Cher. Sa formation pourrait remonter à la jonction entre le Tardiglaciaire et l'Holocène.
Compte tenu de l'imprécision sur la localisation de sa source, sa longueur initiale est estimée à environ 4,8 km et à 5,5 km après prolongement. 
Le ruisseau prend sa source dans le quartier de la Feuillarde, dans la partie méridionale de Saint-Pierre-des-Corps. Remontant au nord-ouest, il passe au niveau du centre commercial des Atlantes. Au-delà, le ruisseau entre sur le territoire de Tours.
Il prend ensuite la direction de l'ouest, passe au niveau d'une ancienne zone marécageuse qui sera aménagée en jardin des Prébendes d'Oé pour se jeter dans le ruau Saint-Anne, cet ancien chenal reliant la Loire au Cher (à l'emplacement du jardin botanique de Tours).
Après le comblement du ruau Saint-Anne, le ruisseau de l'Archevêque est prolongé vers le sud (sous le moderne boulevard Tonnellé) pour se jeter dans le Cher au niveau de Saint-François.

## Histoire

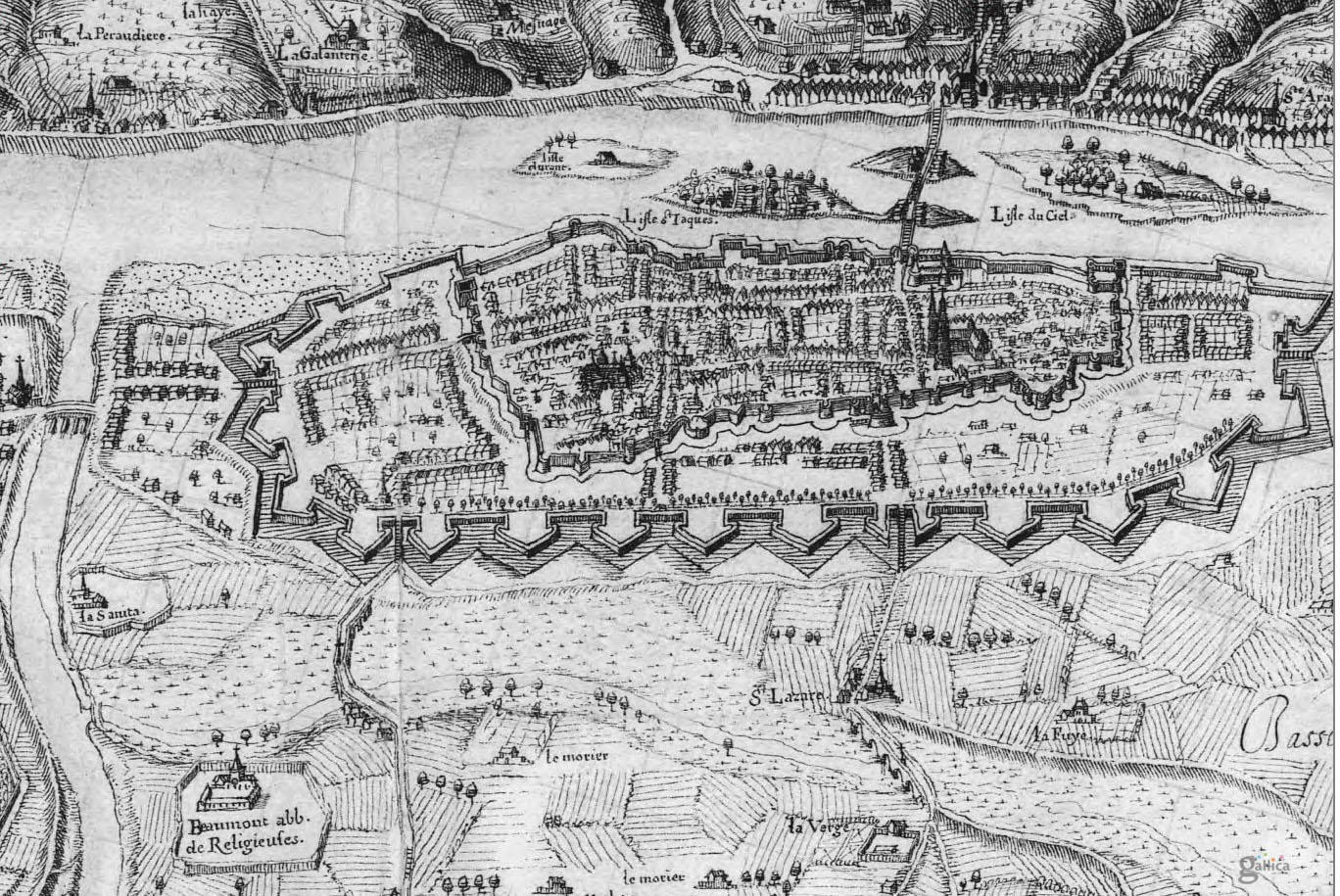
Carte de Tours, René Siette, 1619.

Son nom lui vient sans doute de ce qu'au Moyen Âge il traverse nombre de terrains propriété de l'archevêque de Tours.
D'anciennes cartes de Tours, notamment celle dite de Siette, en 1619, montrent le ruisseau de l'Archevêque entièrement à l'air libre, et les voies qui quittent la ville en direction du sud le franchissent sur des ponts. C'est encore le cas en 1862.

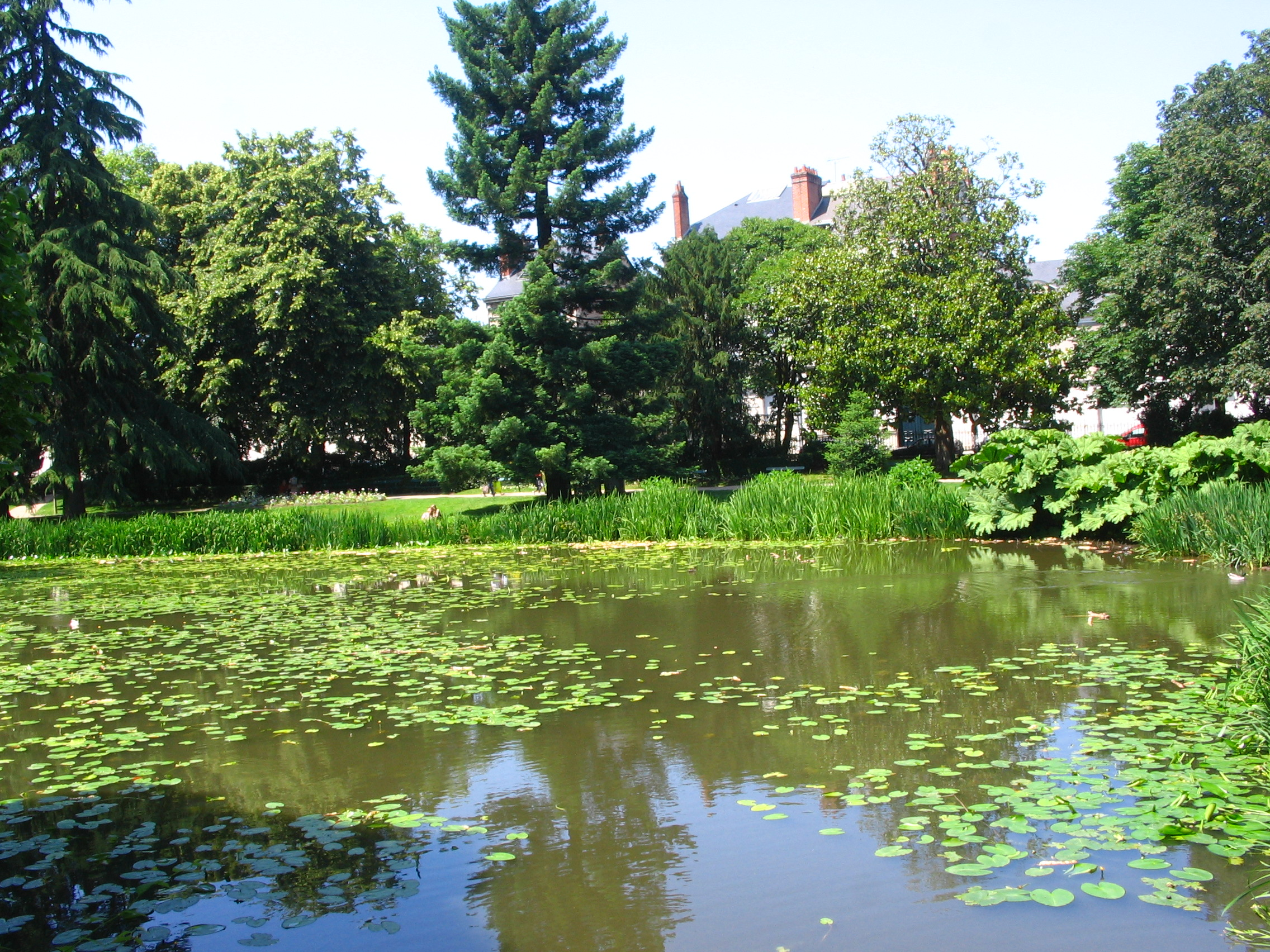
Jardin des Prébendes d'Oé.

Les travaux d'urbanisation de la varenne de Tours entraînent de profonds bouleversements dans l'entretien et l'aménagement du ruisseau. Le creusement du canal de jonction du Cher à la Loire (1824-1829) nécessite la mise en place d'un dispositif de franchissement par siphon. La création du jardin des Prébendes d'Oé (1872-1873) entraîne le busage d'un tronçon du ruisseau, mais ses eaux sont partiellement détournées pour alimenter les pièces d'eau du jardin ; ce dispositif ne dure pas en raison des plaintes pour insalubrité de la part des riverains. Après l'assèchement et le comblement du ruau Sainte-Anne au milieu du XIXe siècle, les eaux du ruisseau de l'Archevêque sont dirigées vers le sud et le Cher, en empruntant l'itinéraire du boulevard Tonnellé moderne. Par tronçons successifs, le ruisseau est progressivement busé à partir de 1880.
Depuis le XXe siècle, le ruisseau de l'Archevêque est relié au réseau de collecte des eaux pluviales et les propriétaires des parcelles traversées ont interdiction de le couper. Il est intégralement souterrain, et plusieurs de ses tronçons ont été comblés, mais il subsiste encore entre l'avenue de Grammont et la rue George-Sand ainsi qu'à son débouché dans le Cher là où le dernier secteur à l'air libre, entre Saint-François et le Cher, a été couvert en 1990.